# Nguyễn Phúc Miên Dần
Nguyễn Phúc Miên Dần (chữ Hán: 阮福綿寅, 18 tháng 4 năm 1829 – 9 tháng 3 năm 1885), tước phong Trấn Tĩnh Quận công (鎮靖郡公), là một hoàng tử con vua Minh Mạng nhà Nguyễn trong lịch sử Việt Nam.

## Tiểu sử
Hoàng tử Miên Dần sinh ngày 15 tháng 3 (âm lịch) năm Kỷ Sửu (1829), là con trai thứ 45 của Hoàng đế Minh Mạng, mẹ là Thất giai Quý nhân Đỗ Thị Tâm. Ông là người con thứ ba của bà Quý nhân. Lúc còn nhỏ, hoàng tử có tính kiêu căng ngông cuồng, trái gia pháp, bị vua quở mắng và đoạt tước nhiều lần.
Năm Minh Mạng thứ 21 (1840), ông được phong làm Trấn Tĩnh Quận công (鎮靖郡公). Cùng năm đó, vua cho đúc các con thú bằng vàng để ban thưởng cho các hoàng thân anh em, các hoàng tử công và hoàng tử chưa được phong tước. Quận công Miên Dần được ban cho một con gấu bằng vàng nặng 5 lạng 8 đồng cân.
Năm Thiệu Trị thứ 4 (1844), quận công Miên Dần xuất cung ra ở phủ riêng, chỉ ham chơi bời, bị Tôn nhân phủ hặc tâu. Vua anh sai thu lại mũ áo của ông, phạt 2 năm lương, không cho dự triều chầu hầu. Năm thứ 5 (1845), thấy ông biết hối cải nên vua cho dự triều.
Quận công Miên Dần ở cùng với hoàng đệ là Hải Ninh Quận công Miên Tằng, cả hai thường xảy ra xích mích với nhau. Năm Thiệu Trị thứ 6 (1846), ngựa quen đường cũ, Miên Dần lại tiếp tục cờ bạc chơi bời, trái gia pháp nên bị vua anh quở phạt: "Miên Dần năm trước chỉ chơi bời phóng đãng, đã bị lột cả mũ áo; nhưng nghĩ khi ấy còn là tuổi trẻ, hoặc giả đến khi trưởng thành, có hối cải được chăng. Năm ngoái đã cấp trả lại mũ áo, cho được dự ban triều tham. Thế là ta nghiêm lấy phép mà rộng lấy ơn, bỏ những việc đã qua mà khuyến miễn cho về sau. Không ngờ như cây gỗ mục khó chạm trổ được, hắn không nghĩ xét mình để răn chừa, cam tâm cùng bọn vô lại tụ họp cờ bạc chơi bời, lại không hoà thuận với anh em. Hạnh kiểm thiếu sót, rất là trái với phép nhà. Vậy cách bỏ ngay tước Quận công, giáng làm Kỳ nội hầu, không cho theo vào ban chầu, để đóng cửa ở nhà mà xét lại những điều lỗi". Hoàng đệ Miên Dần bị thu hồi mũ áo, phải giáng làm Kỳ nội hầu (畿內侯).
Tháng 3 (âm lịch) năm Tự Đức thứ 3 (1850), thầy học của các hoàng thân là Võ Xuân Cẩn, đồng thời là cha vợ của vua, dâng sớ nói: "Các hoàng thân phần nhiều chỉ thích chơi đùa, không đến nghe giảng". Vua sai phủ Tôn Nhân xét duyệt thì hai hoàng thân Miên Dần và Miên Ngô đều không đến nghe giảng lần nào, bị phạt lương 1 năm. Một số hoàng thân khác cũng bị phạt lương vì việc này.
Năm Tự Đức thứ 17 (1854), thấy Miên Dần học hành cũng khá, phủ Tôn Nhân tâu lên, được vua cho khai phục lại nguyên tước.
Năm Tự Đức thứ 28 (1875), sứ thần nước Pháp vào triều, hai ông quận công là Miên Trữ và Miên Dần đứng hầu vua nhưng phạm lỗi nghi tiết. Vua xuống dụ khiển trách, hai ông đều bị phạt một năm lương. Mùa thu năm đó tế thu hưởng, quận công Miên Dần phụng mệnh đi tế thay, ông mặc áo trắng từ cửa miếu bên trái đi vào, bị bộ Lễ hặc tội. Vua Tự Đức ví ông như gỗ mục không thể chạm trổ được, nếu tha tội sẽ có lối với tôn miếu nên xuống dụ giáng ông làm Đình hầu (亭侯), thu hồi mũ áo và sách phong, cấm vào chầu.
Năm 1878, nhân tiết Đại khánh ngũ tuần (mừng thọ vua 50 tuổi) của Tự Đức, vua dụ rằng: "Nguyên Trấn Tĩnh Quận công trước bị giáng làm Đình hầu là Miên Dần có tội to bất kính, thực không thể tha được. Nhưng trẫm nghĩ hậu đãi thân thích để cho được đổi lỗi, chuẩn cho khai phục tước Quận công".
Ngày 23 tháng 1 (âm lịch) năm Ất Dậu (1885), quận công Miên Dần qua đời, thọ 57 tuổi, thụy là Cung Lượng (恭亮). Mộ phần của ông được táng tại núi Ngự Bình, nằm đối diện trường Đại học Ngoại ngữ, Đại học Huế (thuộc phường An Cựu). Ông được táng cùng với Mỹ Ninh Công chúa Gia Tiết và hoàng tử Miên Hoạn, chị và anh cùng mẹ với ông. Phủ thờ của quận công Miên Dần được dựng tại xã Dương Xuân, huyện Hương Trà (sau dời về Phú Nhơn, Thành Nội, Huế).

## Gia quyến
Quận công Miên Dần có 15 con trai và 9 con gái. Ông được ban cho bộ chữ Vũ (羽) để đặt tên cho các con cháu trong phòng. Con trai thứ tư của ông là công tử Hồng Hàn tập phong làm Kỳ ngoại hầu (畿外侯), sau ra làm quan đến Tham tri bộ Binh, rồi chuyển làm Tuần phủ Quảng Trị. Sau bị tội, phải giáng 2 cấp không được làm tước ấy nữa, ở nhà chờ bổ chức khác, lại bị tội về khoảng khác.
Theo gia phả phòng Trấn Tĩnh thì quận công Miên Dần có 6 bà vợ:
- Nguyên cơ Phủ thiếp Hoàng thị, chánh thất.
- Phủ thiếp Lê thị.
- Phủ thiếp Nguyễn Văn thị.
- Ba bà Đằng thiếp họ Trần.